# Hostětice
Hostětice település Csehországban, a Jihlavai járásban. Hostětice Mrákotín, Krahulčí, Lhotka, Vanov és Telč településekkel határos. Lakosainak száma 142 fő (2024. január 1.).

## Népesség
A település lakosságának változását az alábbi diagram mutatja:
| Lakosok száma | 195  | 180  | 157  | 166  | 125  | 136  | 133  | 133  | 134  | 142  |
|               | 1869 | 1890 | 1921 | 1950 | 1980 | 2001 | 2017 | 2019 | 2022 | 2024 |